# Madison (Georgia)
Madison è una cittadina statunitense dello stato della Georgia, contea di Morgan, della quale è il capoluogo.

## Storia
Madison fu fondata nel 1807 come sede della contea di Morgan, di nuova costituzione. Fu scelto il suo nome in onore del Presidente James Madison.
Mentre molti ritengono che Sherman, durante la sua marcia verso il mare, abbia risparmiato la città poiché troppo bella per essere bruciata, la verità è che Madison era la città del senatore pro-Unione Joshua Hill. Questi aveva legami di amicizia con il fratello del generale dai tempi di West Point, cosicché i motivi per risparmiare la città furono più politici che estetici.

## Monumenti e luoghi d'interesse
In ogni caso la città è apprezzata dai turisti proprio per le sue case risalenti al periodo che precedette la guerra civile. A Madison vi è il Southern Cross Guest Ranch, l'unico ranch per turisti della Georgia.